# Halterofilismo nos Jogos Olímpicos de Verão de 2024 - Até 89 kg masculino
A categoria até 89 kg masculino do halterofilismo nos Jogos Olímpicos de Verão de 2024 ocorreu na Arena 6 Paris Sul em Paris, França, em 9 de agosto de 2024. Um total de 12 halterofilistas, cada um representando um Comitê Olímpico Nacional (CON), participaram do evento.

## Qualificação
Até 12 halterofilistas poderiam se qualificar, com as vagas sendo alocadas da seguinte forma:
- Dez pelo ranking de qualificação olímpica da Federação Internacional de Halterofilismo (IWF);
- Uma pelo ranking de qualificação olímpica continental da IWF;
- Uma para o país anfitrião ou pelo princípio de universalidade.

## Calendário
Horário local (UTC+2)
| Data                | Hora  | Fase  |
| ------------------- | ----- | ----- |
| 9 de agosto de 2024 | 15:00 | Final |

## Medalhistas
| Ouro   | BUL Karlos Nasar       |
| Prata  | COL Yeison López       |
| Bronze | ITA Antonino Pizzolato |

## Recordes
Antes desta competição, os seguintes recordes eram estabelecidos:
| Recorde          | Tipo      | Halterofilista  | Peso   | Local  | Data                   |
| Recorde mundial  | Arranque  | Yeison López    | 182 kg | Phuket | 6 de abril de 2024     |
| Recorde mundial  | Arremesso | Karlos Nasar    | 223 kg | Doha   | 10 de dezembro de 2023 |
| Recorde mundial  | Total     | Li Dayin        | 396 kg | Jinju  | 10 de maio de 2023     |
|                  |           |                 |        |        |                        |
| Recorde olímpico | Arranque  | Padrão olímpico | 180 kg | —      | —                      |
| Recorde olímpico | Arremesso | Padrão olímpico | 212 kg | —      | —                      |
| Recorde olímpico | Total     | Padrão olímpico | 390 kg | —      | —                      |

Após a competição, os seguintes recordes foram estabelecidos:
| Recorde | Tipo      | Halterofilista   | Peso   | Local | Data                |
| ,       | Arremesso | BUL Karlos Nasar | 224 kg | Paris | 9 de agosto de 2024 |
| ,       | Total     | BUL Karlos Nasar | 404 kg | Paris | 9 de agosto de 2024 |

## Resultados
| Pos.              | Halterofilista      | CON               | Arranque (kg) | Arranque (kg) | Arranque (kg) | Arranque (kg) | Arremesso (kg) | Arremesso (kg) | Arremesso (kg) | Arremesso (kg) | Total |
| Pos.              | Halterofilista      | CON               | 1             | 2             | 3             | Result.       | 1              | 2              | 3              | Result.        | Total |
| ----------------- | ------------------- | ----------------- | ------------- | ------------- | ------------- | ------------- | -------------- | -------------- | -------------- | -------------- | ----- |
| Medalha de ouro   | Karlos Nasar        | BUL Bulgária      | 173           | 177           | 180           | 180           | 213            | 224            | —              | 224 ,          | 404 , |
| Medalha de prata  | Yeison López        | COL Colômbia      | 175           | 180           | 180           | 180           | 205            | 205            | 210            | 210            | 390   |
| Medalha de bronze | Antonino Pizzolato  | ITA Itália        | 172           | 172           | 176           | 172           | 212            | 212            | 212            | 212            | 384   |
| 4                 | Marin Robu          | MDA Moldávia      | 170           | 175           | —             | 175           | 200            | 208            | 212            | 208            | 383   |
| 5                 | Mirmostafa Javadi   | IRI Irã           | 164           | 168           | 171           | 168           | 204            | 217            | 217            | 204            | 372   |
| 6                 | Yu Dong-ju          | KOR Coreia do Sul | 163           | 163           | 168           | 168           | 203            | 211            | 217            | 203            | 371   |
| 7                 | Andranik Karapetyan | ARM Armênia       | 170           | 175           | 177           | 170           | 200            | 210            | 215            | 200            | 370   |
| 8                 | Keydomar Vallenilla | VEN Venezuela     | 157           | 162           | 165           | 162           | 190            | 196            | 200            | 196            | 358   |
| 9                 | Romain Imadouchène  | FRA França        | 155           | 155           | 161           | 155           | 195            | 196            | 204            | 196            | 351   |
| 10                | Kyle Bruce          | AUS Austrália     | 143           | 148           | 148           | 148           | 182            | 182            | 188            | 182            | 330   |
| —                 | Boady Santavy       | CAN Canadá        | 158           | 163           | 166           | 163           | 186            | 187            | 188            | —              | DNF   |
| —                 | Karim Abokahla      | EGY Egito         | 165           | 170           | 170           | 165           | —              | —              | —              | —              | DNF   |

Legenda
| Recorde mundial      | Recorde mundial (World record)               |                       | Recorde africano                      | Recorde africano (African) |                                           | Q | Classificado por posição (Qualified) |
| Recorde olímpico     | Recorde olímpico (Olympic record)            | Recorde da América    | Recorde da América (Americas)         | q                          | Classificado por melhor tempo (Qualified) |   |                                      |
| Melhor marca do ano  | Melhor marca do ano (World leading)          | Recorde asiático      | Recorde asiático (Asian)              | DNS                        | Não largou (Did not start)                |   |                                      |
| Recorde nacional     | Recorde nacional (National record)           | Recorde europeu       | Recorde europeu (European)            | DNF                        | Não terminou (Did not finish)             |   |                                      |
| Recorde pessoal      | Recorde pessoal do atleta (Personal best)    | Recorde da Oceania    | Recorde da Oceania (Oceania)          | DSQ / DQ                   | Desclassificado (Disqualified)            |   |                                      |
| Recorde da temporada | Recorde da temporada do atleta (Season best) | Recorde sul-americano | Recorde sul-americano (South America) | NM                         | Sem marca (No mark)                       |   |                                      |